# Anthomyza orineglecta
Anthomyza orineglecta är en tvåvingeart som beskrevs av Rohacek 2006. Anthomyza orineglecta ingår i släktet Anthomyza och familjen sumpflugor. Inga underarter finns listade i Catalogue of Life.